# IMAGICA
IMAGICA（日語：株式会社IMAGICA），是日本一家專門從事電影、廣告、電視節目等影像內容後期製作的企業。公司成立於1937年，總部位於日本東京都品川區。該公司為IMAGICA GROUP（原IMAGICA ROBOT Holdings）旗下的核心子公司，提供全流程的專業影視後期製作服務。
東洋現像所與東京現像所（東京沖印所）及東映化學（現東映Labo Tech）並稱為「日本三大沖印所」，顯見其在傳統菲林沖印時代的重要地位。

## 主要子公司
株式会社IMAGICA Lab.（イマジカラボ，英：IMAGICA Lab. Inc.）是IMAGICA GROUP旗下專注於電視節目與電視廣告後期製作的子公司。其服務範圍包括：
- 編輯
- 音響製作（MA）
- 色彩校正（カラーコレクション）
- 合成
- 字幕製作（テロップ）

該公司擁有悠久歷史，其前身可追溯至：
- 1932年（昭和7年）－ 株式会社長瀨商店（現長瀨產業）於京都府太秦設立「極東フィルム研究所」[4]。
- 1935年（昭和10年）－ 極東フィルム研究所獨立為株式会社極東現像所（極東沖印所）。
- 1942年（昭和17年）－ 更名為株式会社東洋現像所（東洋沖印所）。

2024年12月27日，IMAGICA GROUP宣布IMAGICA Lab.將於2025年6月30日正式退出電視後期製作業務，此舉涉及結構性改革與特別損失計提。

## 業務範圍
IMAGICA提供廣泛的後期製作服務，涵蓋電影、電視劇、動畫、廣告、音樂影片等領域，核心技術包括：
- 影片編輯與調光調色
- 視覺特效（VFX）與電腦圖像（CG）製作
- 母帶製作與格式轉換
- 影音修復與數碼修復
- 音響製作與混音
- 字幕與圖形設計
- 播放用媒體品質管理

集團積極發展高動態範圍成像（HDR）、4K/8K超高清製作等前沿技術。

## 企業沿革與重組
2006年10月，IMAGICA與專精CG及AR技術的羅寶（株式会社ロボット）進行經營統合，成立控股公司「IMAGICA ROBOT Holdings」（2023年更名為IMAGICA GROUP）。整合後：
- IMAGICA：專注影視後期製作核心業務
- ROBOT：發展虛擬製作、互動科技與數位內容解決方案[8]
- IMAGICA Lab.：專責電視後期業務（至2025年6月）

集團目標是提供從企劃開發、製作、後期到存檔的綜合性影像技術服務。

## 外部連結
- IMAGICA 官方網站 （日語）
- IMAGICA GROUP 官方網站 （日語）
- IMAGICA Lab. 官方網站 （日語）（2025年6月30日終止電視後期業務）